# 神在月的孩子
《神在月的孩子》（日语：神在月のこども），是一部以日本出云神话为题材的原创动画电影。總監督四戸俊成，動畫監督白井孝奈。2021年10月8日日本首映，2022年2月8日於Netflix全球上架。

## 故事
根據古老的出雲神話，每年的陰曆10月，分散在日本各地的八百萬神會齊聚出雲大社，在大國主的主持下，為來年的結緣之事舉行「神議」，因此10月又被稱為「神無月」，只有在島根縣（出雲之地）被稱為「神在月」。在八百萬神之中，有些神明因為與土地的連結太深而無法離開，這些神明被稱為留守神，祂們會在諸神離位的期間看護各地，防止有邪物趁機作亂。「神議」中，最重要的便是由疾行之神「韋駄天」巡迴各地所帶回的「馳走」（即供品），若無「馳走」供奉，則諸神將無法留在出雲之地舉行「神議」。
十二歲的少女葉山神奈，在母親過世將滿一年之際，偶然觸發了母親留下的勾玉手鏈中的力量，遭到了鬼族少年「夜叉」的襲擊。雖然鬼族少年被突然出現的白兔神使「小白」擊退，但是神奈卻被小白告知，其母彌生是疾行之神「韋駄天」的後裔，在彌生過世後，神奈繼承了「韋駄天」的身分，必須在「神議」開始之前，利用韋駄天的力量，以雙腿巡迴各處神社，從留守各地的留守神處收齊「馳走」並及時趕到出雲，以讓決議結緣之事的「神議」順利舉行，若結緣之事受阻，將對日本國運造成重大危害。然而，母親的過世對從小就與母親一起跑步的神奈造成了的巨大的創傷，她對跑步這件事產生了恐懼心理，無法接受母親是神裔，自己也繼承了神職的事實。
在小白的半哄半騙下，祈望能再見母親一面的神奈同意履行神職，畏懼跑步的少女、新手神使白兔以及敵友不明的鬼族少年，一人一神一鬼，一起踏上了奇妙的旅途。

## 登場人物

### 主要人物
葉山神奈（聲：蒔田彩珠、新津千瀨（幼年））
本作主角，彌生之女，韋駄天的後裔，十二歲。
從小就熱愛跑步，經常與母親彌生一起到處運動。一年前，彌生強撐著病體到學校為神奈參加的馬拉松比賽加油，雖然神奈獲得了不錯的名次，但是未能達成在母親面前拿下冠軍的目標。賽後不久，強撐著的彌生在校內倒下，就此離世，這件事情對神奈造成了很大心理創傷，導致她對「跑步」這件事情產生了恐懼。為了不讓父親跟美紀擔心，神奈總是表面上表現的堅強，但暗地裡卻經常一個人溜到牛島神社大哭。
由於思念母親，因此經常把母親的遺物勾玉手鏈帶在身上，直到在神議當天意外觸發了手鏈中蘊藏的韋駄天之力。
儘管對跑步心有恐懼，但是因為小白告訴神奈出雲是陰陽交界之地，希望能再見母親一面的神奈鼓起勇氣，踏上了韋駄天的巡迴之旅。
小白（聲：坂本真綾）
大國主的神使，因幡之白兔的後裔，負責指引神奈巡迴各地並前往出雲。
因為神奈是偶然觸發了勾玉手鏈的力量，小白在情急之下附身了神奈學校養的白兔，因此脖子上掛著大大的寵物鈴鐺。
每一任的韋駄天身邊都有一位白兔神使，隨著韋駄天的更替而更換。
夜叉（聲：入野自由）
來自鬼族的少年。與彌生熟識，雖然一直宣稱要從神奈手中搶走韋駄天的任務，但是卻始終在幫助神奈。
其一族的祖先是以速度著名的鬼神「足疾鬼」，因為盜竊舍利被韋駄天抓到而失去了諸神的信任，被剝奪神位，打落回鬼。為了重回神位，其族世代與韋駄天為敵，試圖搶走偉陀天的任務以重獲諸神信任。

### 人類
葉山彌生（聲：柴崎幸）
神奈的母親，韋駄天的後裔。上一任韋駄天，一年前因病過世。
葉山典正（聲：井浦新）
神奈的父親，普通人。
美紀（聲：永瀬莉子）
神奈的好友，十分擔心總是強顏歡笑的神奈。

### 神明
龍神（聲：高木涉）
長野縣諏訪大社的主祭神，建御名方神。大國主之子，掌管農業之神，因此祂的「馳走」非常重要。
不信任過於年輕的神奈能完成韋駄天的任務，設下了本針對神明的考驗，要求神奈必須完成考驗才會交給她「馳走」。
在神話時代就因為古老的約定而再也無法離開諏訪之地，從此失去了前往出雲拜見父母的機會。雖然神奈未能通過考驗，但是在感受到神奈對母親的強烈思念後，建御名方神認同了神奈的資格，將象徵豐收的「馳走」，一大束稻米交給了她。
惠比壽（聲：茶風林）
島根縣松江市美保神社的主祭神，又名事代主神。
神奈旅途的最後一站，事代主神是掌管漁業與海事的神，因此「馳走」是一尾大鯛魚。
大國主（聲：神谷明）
出雲大社的主祭神，「神議」的主持者。
在出雲地方建立葦原中國的大神，在日本神話中佔有極為重要的地位。
牛神（聲：鷲見昂大）
神奈住家附近「牛島神社」的留守神，原型為東京墨田區的牛嶋神社。
看著神奈長大，也知道彌生的死對神奈的打擊有多大，鼓勵她「如果跑不動了，那就用走的吧。」。
「馳走」是一大團麻糬，有闢邪的作用。
貓神（聲：島袋美由利）
愛宕神社的留守神，「馳走」是一串掛金燈。
蛇神（聲：山下誠一郎）
蛇窪神社的留守神，「馳走」是經過祝福的清水。
山神（聲：兼政郁人）
滋賀縣須賀神社的主祭神，釀酒之神，「馳走」是美酒。

## 製作
- 原作・監督：四戸俊成
- 動畫監督：白井孝奈
- 脚本：三宅隆太、瀧田哲郎、四戸俊成
- 總製作：オシアウコ
- 製作：三島鉄兵、吉田佳弘
- 外景監督：三島鉄兵
- CG動畫：里見哲朗
- 分鏡：白井孝奈、坂本一也、望月智充
- 人物設計：佐川遥
- 神明形象設計：小田裕康
- 作畫監督：佐川遥
- 色彩設計：垣田由紀子
- 美術監督：佐藤豪志
- 撮影監督：高津純平
- 音響監督：岩浪美和
- 企劃：Critica Universal
- 製作：LIDENFILMS
- 配樂：市川淳、NAOKI-T
- 統籌：GUM株式会社
- 宣傳：パジー・エンタテインメント
- 發行：永旺娛樂
- 製作：「神在月的孩子」製作結緣會（貼合電影主題，以「結緣」（御縁）取代了慣用的委員）

## 主題曲
- 主題曲：miwa「神無-KANNA-（日语：神無-KANNA-）」[7]（Sony Music Records發行）

除了原版以外，還製作了在配樂中插入拍手聲的特殊版本，拍手聲的部分是在愛知縣豐田體育館內，由經過挑選的豐田市小學生們與他們監護人，共約2000人進行了收錄。該版本用於電影末段，神奈全力奔向出雲大社的一幕。
- 插曲：miwa「Daydream〜在りし日の夢〜」[7]（Sony Music Records發行）